# Manfred Ernst
Manfred Ernst (* 16. Januar 1943 in Wesermünde) ist ein deutscher Jurist und Regionalhistoriker in Bremerhaven.

## Leben
Ernst ist Sohn des Stadtrats und Bankdirektors Dr. Fritz (Friedrich) Ernst. 1962 bestand er an der Wilhelm-Raabe-Schule (Bremerhaven) die Abiturprüfung. Er studierte bis 1966 an der Christian-Albrechts-Universität zu Kiel, der Albert-Ludwigs-Universität Freiburg und der Universität Genf Rechtswissenschaft. 1972 wurde er beim Amtsgericht Bremerhaven, beim Landgericht Bremen und beim Landgericht Stade als Rechtsanwalt zugelassen. Mit einer Doktorarbeit bei Harry Rohwer-Kahlmann, dem späteren Präsidenten des Staatsgerichtshofs der Freien Hansestadt Bremen, wurde er 1974 in Kiel zum Dr. iur. promoviert. Ernst war 1999–2007 Mitglied des Staatsgerichtshofs der Freien Hansestadt Bremen. Er war seit 1993 Vorsitzender der 2. Kammer und seit 2005 geschäftsleitender Vorsitzender des Anwaltsgerichts für den Bezirk der Hanseatischen Rechtsanwaltskammer Bremen. Er ist Fachanwalt für Verwaltungsrecht und war bis zum Erreichen der Altersgrenze Ende 2013 auch Notar.
Ernst ist Gründungsmitglied und einer der beiden Vorsitzenden des Vereins, der seit 1991 alle zwei Jahre den Jeanette-Schocken-Literaturpreis zur Erinnerung an die Barbarei des Nationalsozialismus vergibt. Weiterhin ist er Gründungsmitglied des Vereins für Förderung der Hochschule Bremerhaven e.V. und der Aktion Rückenwind für Leher Kinder e.V. sowie der Herzlieb Kohut Stiftung, die künstlerische Leistungen am Stadttheater Bremerhaven auszeichnet, gewesen. Er trug von 1970 bis 2012 in verschiedenen Funktionen Verantwortung beim Kunstverein Bremerhaven von 1886 und ist im Beirat des Theaterfördervereins tätig. Ernst ist Vorsitzender des 1967 gegründeten Kuratoriums zur Förderung des Deutschen Schifffahrtsmuseums und ist Mitglied des Verwaltungsrates des Museums sowie 2. Vorsitzender des Fördervereins.

## Ehrungen
- Hermann-Allmers-Preis für stadthistorische Forschungen (2007)
- Ehrenbürger der Stadt Bremerhaven (2015)[3]

## Schriften
- Der Marktplatz. Stadtgeschichte im Zentrum Bremerhavens seit 1827, Bremerhaven 1988,
- mit Harry Gabcke, Renate Gabcke und Herbert Körtge: Bremerhaven in zwei Jahrhunderten, I. Bd. 1827–1918, Bremerhaven 1989, ISBN 3-927857-00-9.
- mit Harry Gabcke, Renate Gabcke und Herbert Körtge: Bremerhaven in zwei Jahrhunderten, II. Bd. 1919–1947, Bremerhaven 1991, ISBN 3-927857-22-X.
- mit Harry Gabcke, Renate Gabcke und Herbert Körtge: Bremerhaven in zwei Jahrhunderten, III. Bd. 1948–1991, Bremerhaven 1995, ISBN 3-927857-37-8.
- Der aufrechte Gang. Widerstand und Verweigerung in Bremerhaven 1933–1945, 3. Aufl. Bremerhaven 1985.
- Als die Stadt brannte. Der 18. September 1944 in Bremerhaven–Wesermünde, 2. Aufl. Bremerhaven 2014, ISBN 978-3-944552-31-6.
- Folkert Potrykus, Bremerhaven 2022, ISBN 978-3-923851-36-2.